# Tegenstelling (kunst)
In de beeldende kunst, en meer bepaald in de compositie, wordt gesproken van tegenstellingen. Deze term is vergelijkbaar met de muzikale term contrapunt.
Tegenstellingen worden gebruikt om onze aandacht vast te houden.
Enkele belangrijke tegenstellingen in een kunstwerk zijn:
- convex-concaaf:

Wordt gebruikt in de betekenis van bol en hol, positief tegenover negatief of vorm tegenover restvorm.
- organisch-abstract:

Losse vormen worden tegenover strakke vormen geplaatst, natuurlijke vormen tegenover gestileerde.
- schilderkundig-grafisch:

In een schilderkundige omgeving wordt de nadruk gelegd op kleur, in een grafische omgeving ligt de nadruk op wit-zwart en grijs verhoudingen en lineaire aanpak.
- statisch-dynamisch:

Hierbij worden de partijen uitgespeeld die in rust zijn tegenover de partijen die in beweging zijn.